# Neonerita arcifera
Neonerita arcifera är en fjärilsart som beskrevs av Paul Dognin 1912. Neonerita arcifera ingår i släktet Neonerita och familjen björnspinnare. Inga underarter finns listade i Catalogue of Life.